# 菊地恭一
菊地 恭一（きくち きょういち、1954年12月26日 - ）は、茨城県稲敷郡江戸崎町（現・稲敷市）出身の元プロ野球選手（外野手）。右投げ右打ち。

## 来歴・人物
東洋大牛久高では、1972年夏の甲子園県予選を勝ち抜き、東関東大会準決勝に進む。先発投手として銚子商業高の根本隆と投げ合うが惜敗した。
高校卒業後は、社会人野球の東芝に入社した。都市対抗野球に出場し、社会人ベストナインにも2度選出される。1978年の都市対抗野球では3本塁打を放ち、チームの優勝に貢献した。同年のプロ野球ドラフト会議でロッテオリオンズから2位指名を受けるが入団を拒否し、チームに残留した。この時の3位指名が落合博満だったが、社会人時代は東芝府中所属だった落合よりも菊地の方が評価が高かった。1981年の都市対抗野球でも2試合連続本塁打を放ち準優勝に終わった。同年のプロ野球ドラフト会議で横浜大洋ホエールズから2位指名を受け、「（1981年にパ・リーグ首位打者を獲得した）落合さんがあれだけやれるなら」とプロ入りを決意する。
社会人時代はアマチュア野球世界選手権に3回、インターコンチネンタルカップに2回出場した。日本代表の4番打者を任されたこともあり、当時大洋監督就任が噂されていた長嶋茂雄が菊地を非常に買っており、それで大洋も獲得したと言われている。
社会人有数の長距離打者であり大いに期待され、1年目の1982年から一軍デビューするも、木製バットやプロの変化球に対応することができず打撃成績が低迷し、肩が弱いこともあって一軍に定着できなかった。1987年限りで現役を引退した。

## 詳細情報

### 年度別打撃成績
| 年 度    | 球 団    | 試 合 | 打 席 | 打 数 | 得 点 | 安 打 | 二 塁 打 | 三 塁 打 | 本 塁 打 | 塁 打 | 打 点 | 盗 塁 | 盗 塁 死 | 犠 打 | 犠 飛 | 四 球 | 敬 遠 | 死 球 | 三 振 | 併 殺 打 | 打 率 | 出 塁 率 | 長 打 率 | O P S |
| -------- | -------- | ----- | ----- | ----- | ----- | ----- | -------- | -------- | -------- | ----- | ----- | ----- | -------- | ----- | ----- | ----- | ----- | ----- | ----- | -------- | ----- | -------- | -------- | ----- |
| 1982     | 大洋     | 22    | 22    | 22    | 2     | 3     | 1        | 0        | 0        | 4     | 0     | 0     | 0        | 0     | 0     | 0     | 0     | 0     | 7     | 0        | .136  | .136     | .182     | .318  |
| 1985     | 大洋     | 8     | 6     | 6     | 1     | 2     | 2        | 0        | 0        | 4     | 0     | 0     | 0        | 0     | 0     | 0     | 0     | 0     | 2     | 0        | .333  | .333     | .667     | 1.000 |
| 1986     | 大洋     | 12    | 17    | 17    | 0     | 2     | 0        | 0        | 0        | 2     | 0     | 0     | 0        | 0     | 0     | 0     | 0     | 0     | 4     | 0        | .118  | .118     | .118     | .235  |
| 通算:3年 | 通算:3年 | 42    | 45    | 45    | 3     | 7     | 3        | 0        | 0        | 10    | 0     | 0     | 0        | 0     | 0     | 0     | 0     | 0     | 13    | 0        | .156  | .156     | .222     | .378  |

### 記録
- 初出場・初安打：1982年4月13日 対読売ジャイアンツ3回戦（後楽園球場）、8回表に高浦美佐緒の代打として出場、角三男から単打
- 初先発出場：1982年7月11日、対阪神タイガース14回戦（横浜スタジアム）、7番・左翼で先発出場

### 背番号
- 23 （1982年 - 1987年）